# 亞布盧尼夫 (穆卡切沃區)
48°23′20″N 22°51′25″E / 48.38889°N 22.85694°E
亞布盧尼夫（烏克蘭語：Яблунів），是烏克蘭的村落，位於該國西部外喀爾巴阡州，由穆卡切沃區負責管轄，面積0.74平方公里，海拔高度138米，2001年人口637，人口密度每平方公里863.14人。